# Lancat (Lingga Bayu)
Lancat is een bestuurslaag in het regentschap Mandailing Natal van de provincie Noord-Sumatra, Indonesië. Lancat telt 1005 inwoners (volkstelling 2010).